# آينشتاين الأتراك: أقطاي سنان أوغلو
آينشتاين الأتراك: أقطاي سنان أوغلو هو كتاب يروي فيه العالم أقطاي سنان أوغلو قصة حياته وأعماله. من خلال رد المذيع سنان أوغلو على أسئلة المحاورة أمينة تشايكارا. يقدم سنان أوغلو تفاصيل رحلته من أنقرة، في تركيا، إلى الولايات المتحدة عندما كان في السادسة عشرة من عمره، لحضور جامعة كاليفورنيا في بيركلي، ثم الحصول على درجة الماجستير والدكتوراه من معهد ماساتشوستس للتكنولوجيا وبيركلي، قبل أن يصبح واحدًا من أصغر الأساتذة الكاملين في تاريخ جامعة ييل، حيث بقي سنان أوغلو في هيئة التدريس لأكثر من أربعين عامًا. نُشر الكتاب لأول مرة في عام 2001 وتم بيع 58 ألف نسخة منه في وقت قياسي. ولم يكن بوسع سوى نشر 150 ألف نسخة أخرى مقرصنة أن تلبي الطلب.